# Franck Queudrue
Franck Queudrue (Parijs, 27 augustus 1978) is een Frans voormalig voetballer die als linksachter voor RC Lens, Middlesbrough, Fulham en Birmingham City uitkwam. 

## Clubcarrière
Met Middlesbrough won Queudrue de League Cup in 2004, de eerste trofee in de clubgeschiedenis algemeen, en verloor hij de UEFA Cup-finale in 2006.
De winst van de League Cup was de eerste bekerwinst voor Middlesbrough in de clubgeschiedenis (128 jaar). Joseph-Désiré Job en Boudewijn Zenden tekenden voor de doelpunten (2–1) tegen Bolton Wanderers. Queudrue speelde de hele wedstrijd. Ook in de finale van de UEFA Cup van 2006 speelde hij de volledige wedstrijd. Sevilla versloeg Middlesbrough met 0–4. Queudrue beëindigde zijn loopbaan bij Red Star in 2013. 
Na zijn actieve carrière werd Queudrue spelersmakelaar.

## Erelijst
| Competitie          |               |               |
| Competitie          | Aantal        | Jaren         |
| Middlesbrough       | Middlesbrough | Middlesbrough |
| ------------------- | ------------- | ------------- |
| Football League Cup | 1×            | 2003/04       |